# Roshon Fegan
Roshon Bernard Fegan, född 6 oktober 1991 i Los Angeles i Kalifornien, är en amerikansk skådespelare. Han är mest känd för sin roll som Sander Loyer i Disney Channel-filmen Camp Rock (2008) och som Ty Blue i Disney Channel-serien Shake It Up (2010–).